# أدريان ماكوين
أدريان ماكوين (بالألمانية: Adrienne McQueen) هي ممثلة أمريكية وألمانية، ولدت في 16 يونيو 1983 في فرانكفورت في ألمانيا.

## أعمال

### أفلام
- فارس الكؤوس

## وصلات خارجية
- أدريان ماكوين على موقع IMDb (الإنجليزية)
- أدريان ماكوين على موقع قاعدة بيانات الفيلم (الإنجليزية)